# Кыым
«Кыым» (з мови саха — «Іскра») — якутська республіканська суспільно-політична щотижнева газета.
Тематика газети — висвітлення суспільних, культурних, політичних подій в республіці і федерації, аналітика та коментарі.
Газета випускається в друкованому вигляді на якутській мові, має інтернет-версію. Обсяг газети «Кыым» — 48 смуг; періодичність виходу — один раз на тиждень, у четвер. Формат — А3.
Засновники газети «Кыым» — ТОВ "Медіагрупа «Ситим».
Головний редактор газети «Кыым» — Гаврильєв Іван Іванович.

## Історія газети
Перша газета якутською мові називалася «Манчары», перший номер якої вийшов 28 грудня 1921 року. Через два роки комісія з трьох чоловік — наркома внутрішніх справ  С. Аржакова, наркома освіти І. Винокурова і члена правління «Холбоса» М. Попова — вирішила зробити газету періодичною і дати їй нове ім'я — «Кыым». Першими видавцями газети були Платон Ойунський, Максим Аммосов, Анемподист Софронов.
У 1993 році після відомих жовтневих подій видання було закрито. У 1994 році стала видавати газету журналістка Федора Петрівна Єгорова, яка в редакції газети 36 років.

## Відомі співробітники
- Васильєв Семен Митрофанович (1917-1997) — Герой Соціалістичної Праці.